# Kittur Chinnava
Kittur Rani Chinnava (Kanaresisch ಕಿತ್ತೂರು ರಾಣಿ ಚೆನ್ನಮ್ಮ, * 23. Oktober 1778 in Kakati im Distrikt Belagavi (Belgaum), Karnataka, Indien; † 21. Februar 1829 in Bailhongal, Belagavi) war die Königin von Kittur, die 1824 eine erfolglose bewaffnete Rebellion gegen die Britische Ostindien-Kompanie anführte. Sie wurde zu einem Symbol der Unabhängigkeitsbewegung in Indien. Im Staat Karnataka wird sie als Heldin gefeiert.

## Frühes Leben
Chinnava wurde als Kind der Familie Desai in Kataki, einem Dorf im ehemaligen Königreich Kittur geboren. Wie Lakshmibai, die Jahrzehnte nach ihr gegen die Briten kämpfte, wurde auch sie in ihrer Jugend im Reiten, Schwertkampf und im Bogenschießen ausgebildet.

## Kampf gegen die Briten
Sie wurde zur Königin ihres Heimatreiches und heiratete Raja Mallasarja von der Familie Desai. Sie hatte einen Sohn. Nach dessen Tod im Jahr 1824 adoptierte sie Shivalingappa und ernannte ihn zum Thronfolger. Die Ostindien-Kompanie akzeptierte dies nicht und befahl durch die Ausführung der von Lord Dalhousie entwickelten Doctrine of Lapse Shivalingappas Vertreibung, doch Chinnava widersetzte sich diesem Befehl.

### Kriegsverlauf
Rani Chinnava schickte dem Gouverneur von Bombay einen Brief, in dem sie ihn bat, sich für Kittur einzusetzen, doch Elphinstone lehnte dies ab und Krieg brach aus. Die Briten versuchten die Schatzkammer von Kittur im Wert von ungefähr 150.000 Rupien zu konfiszieren. Sie griffen mit einer Streitkraft von 200 Soldaten und 4 Kanonen an, hauptsächlich aus dem dritten Trupp der berittenen Hilfstruppenartillerie von Madras. Während der ersten Phase des Krieges im Oktober 1824 erlitten die britischen Streitkräfte schwere Verluste, darunter war auch der Steuereintreiber und politische Beamte John Thackeray. Amatur Balappa, einer von Chinnavas Leutnants, war hauptsächlich für die Verluste der britischen Truppen verantwortlich. Außerdem wurden zwei britische Offiziere, Sir Walter Elliot und Stevenson, als Geiseln gehalten. Rani Chinnava ließ sie unter der Bedingung frei, den Krieg zu beenden, doch sie nahmen den Krieg mit mehr Streitkräften erneut auf. Beim zweiten Angriff wurde der Steuereintreiber von Solapur, Munro, der Neffe von Thomas Munro, getötet. Rani Chinnava kämpfte weiterhin mit Hilfe ihrer Leutnants Sangolli Rayanna und Gurusiddappa, aber wurde schließlich gefangen genommen und ins Gefängnis in einem Fort in Bailhongal gebracht, wo sie am 21. Februar 1829 starb.
Sangolli Rayanna kämpfte bis zu seiner Gefangennahme 1829 einen Guerillakrieg. Er wollte den jungen Shivalingappa als Herrscher Kitturs einsetzen, aber wurde eingefangen und gehängt. Shivalingappa wurde von den Briten gefangen genommen. Chinnvas Vermächtnis und ihrem ersten Sieg wird in Kittur jährlich während des Festes Kittur Utsava vom 22-24. Oktober gedenkt.

## Statue vor dem Parlamentsgebäude in Neu-Delhi und Begräbnisort
Am 11. September 2007 wurde eine Statue von Rani Chinnava vor dem indischen Parlamentsgebäude in Neu-Delhi von Präsidentin Pratibha Patil enthüllt. Dabei waren unter anderem auch Premierminister Manmohan Singh, Innenminister Shivraj Patil, der Sprecher von Lok Sabha Somnath Chatterjee, Lal Krishna Advani und H. D. Kumaraswamy anwesend. Die Statue wurde vom Kittur Rani Chinnava-Gedenkstättenkomitee gespendet und von dem Künstler Vijay Gaur entworfen.
Weitere Statuen von Chinnava stehen auch in Bangalore und Kittur.
Rani Chinnavas samadhi oder Begräbnisort befindet sich in Bailhongal in Belagavi in einem Park, der von Regierungsbehörden betrieben wird.
Das nach ihr benannte Küstenwachenschiff „Kittur Chennamma“ wurde 1983 vom Stapel laufen gelassen und 2011 außer Betrieb genommen.